# Zur Schmerzhaften Muttergottes (Reimerzhoven)

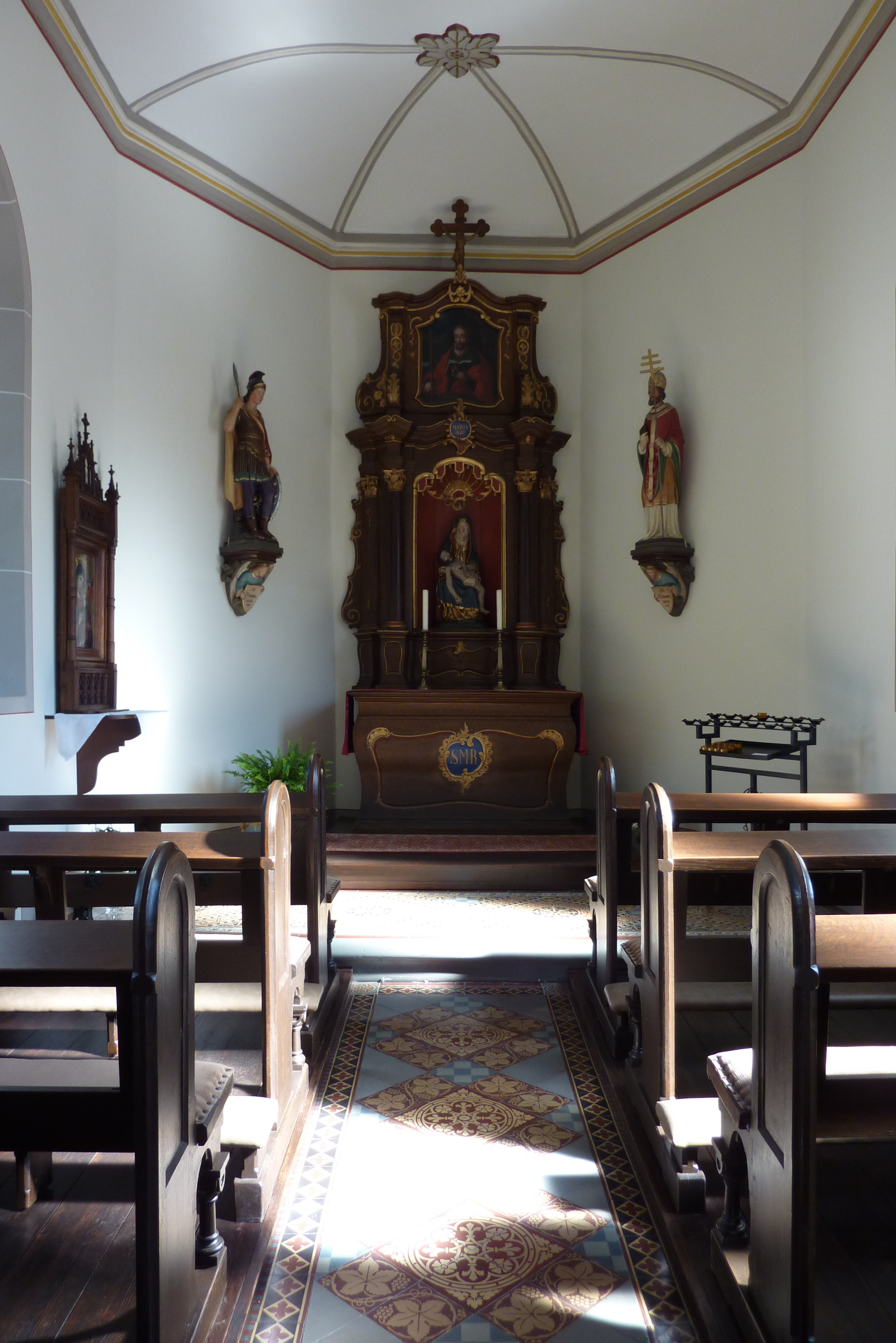
Kapelle in Reimerzhoven

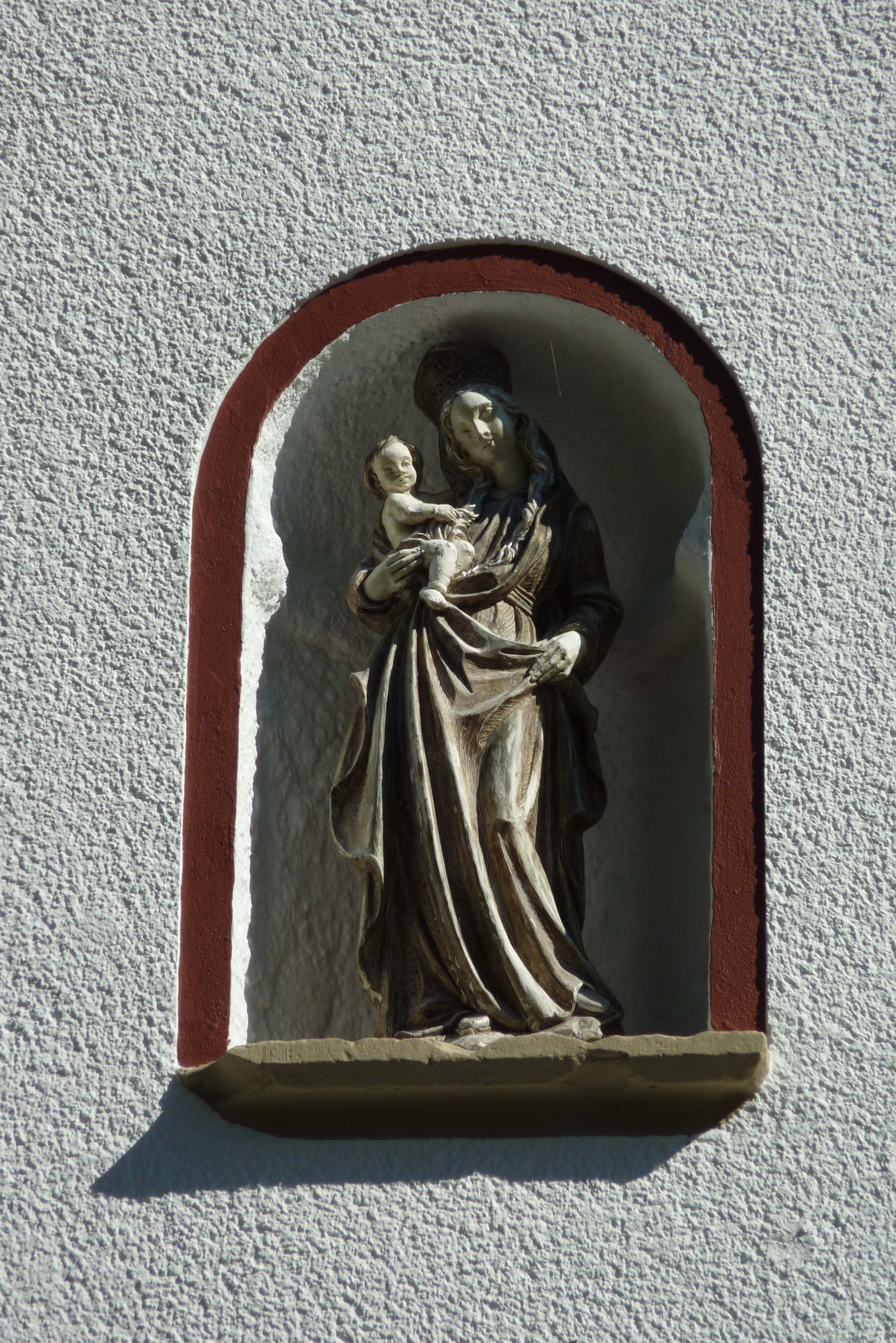
Detail der Portalfassade, Muttergottes mit Kind

Die Kapelle Zur Schmerzhaften Muttergottes in Reimerzhoven, einem Ortsteil von Altenahr im Landkreis Ahrweiler im nördlichen Rheinland-Pfalz, ist eine katholische Kapelle aus dem 19. Jahrhundert. Sie ist ein geschütztes Kulturdenkmal.

## Geschichte
Die Kapelle ist ein schlichter verputzter Bruchsteinbau von acht Meter Länge und vier Meter Breite, der 2009/10 innen und außen renoviert wurde. Die Grundsteinlegung der Kapelle fand am 30. Mai 1859 mit einer feierlichen Prozession statt. Das Dorf mit damals 70 Einwohnern war auf Spenden für den Bau angewiesen; so stiftete der Graf Franz Egon von Fürstenberg-Stammheim für den Kapellenbau 34 Taler bei einer Bausumme von insgesamt 270 Talern. Die feierliche Einweihung erfolgte am 2. Mai 1861.
In der Kapelle, heute im Besitz der Gemeinde Altenahr, befindet sich ein Rokokoaltar mit Säulen und geschweiftem Aufsatz aus der Mitte des 18. Jahrhunderts. In der Altarnische stehen die Statuen des heiligen Urbanus, des Schutzpatrons der Winzer, und des heiligen Donatus, der gegen Unwetter und Gewitterschäden angerufen wird, sowie ein Vesperbild.